# Alemán de Austria
El alemán austríaco o alemán de Austria es el conjunto de variedades del alemán hablado en Austria y regiones limítrofes de Italia. La versión estándar del dialecto austriaco es recogido por el Ministerio de Educación, Arte y Cultura (Bundesministerium für Unterricht, Kunst und Kultur), en el diccionario oficial Österreichisches Wörterbuch.

## El alemán en Austria
El alto alemán es un idioma pluricéntrico nutrido de una cantidad de variantes dialectales regionales. El alemán austríaco estándar es una de las muchas variedades del alemán estándar, en parte similar a la división existente entre el español de España y el español de América. El alemán austríaco y las otras variedades del alemán se diferencian en pequeñas cosas (acento prosódico, uso de palabras, gramática), sin embargo son equivalentes y mutuamente inteligibles. El diccionario oficial rige la gramática y el vocabulario, dando las reglas para el idioma oficial. Además de la variedad estándar muchos austríacos hablan en su día a día algún dialecto del alto alemán, del grupo bávaro (esas otras variedades son mucho más distantes del alemán estándar de Alemania que el alemán estándar de Austria).

### Estándar austríaco del alemán

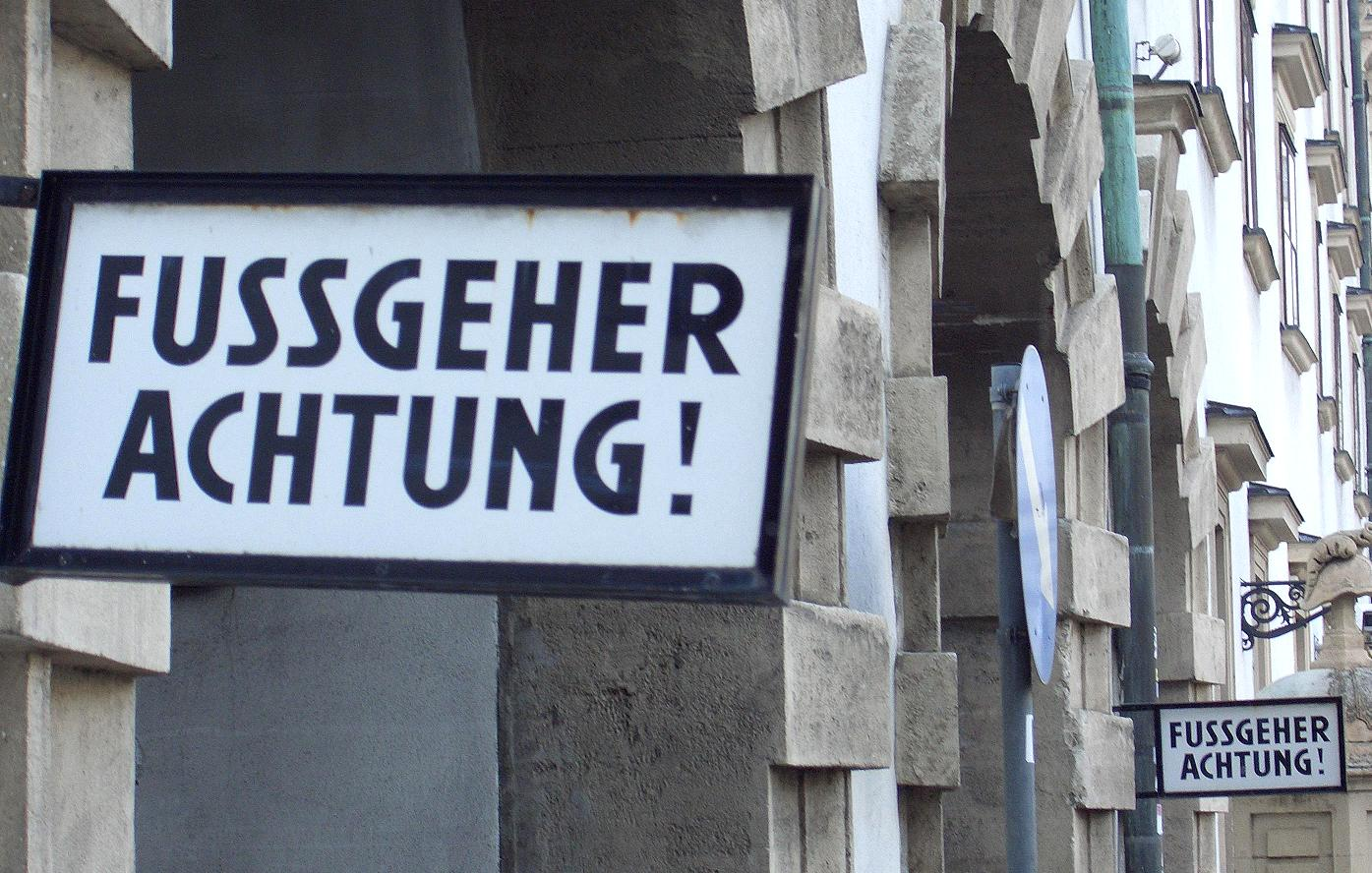
Una señal en Viena, "Fussgeher" (peatones) normalmente es reemplazado por "Fußgänger" en Alemania.

Como se ha dicho, el alemán es un idioma pluricéntrico, por lo tanto los dialectos del alemán hablados en Austria no deben ser confundidos con la variedad de alemán estándar hablado por la mayoría de los austríacos, que es diferente al hablado en Alemania o Suiza. Distinciones en vocabulario persisten, por ejemplo, en términos culinarios, donde la comunicación con los alemanes es frecuentemente dificultosa, y el lenguaje administrativo y legal, en gran parte debido a la exclusión de Austria en la conformación del estado nación alemán a finales del siglo XIX y a sus tradiciones particulares. Se pueden encontrar gran cantidad de términos del alemán austriaco en materia económica, administrativa y legal en: Markhardt, Heidemarie: Wörterbuch der österreichischen Rechts-, Wirtschafts- und Verwaltungsterminologie (Peter Lang, 2006).

### Estándar antiguo (hablado)
El "estándar formado", usado durante unos 300 años en el registro culto, fue el "Schönbrunner Deutsch", un sociolecto hablado por la familia imperial de la Casa de Habsburgo y la nobleza del Imperio austrohúngaro. Se diferencia de otros dialectos en vocabulario y pronunciación, parecido al dialecto inglés de la reina en el inglés. Esta variedad no es un estándar desde el punto de vista moderno, solo fue el estándar en las clases altas.

### Variedades bávaras
Las variedades altogermánicas autóctonas de Austria están dentro del grupo bávaro estas variedades en gran parte han sido reemplazadas por el estándar austríaco del alto alemán. Las variedades bávaras por el contrario son el resultado de la evolución de la lengua coloquial hablada al menos desde la Edad Media en el territorio austríaco. Dado que el alemán estándar procede de dialectos centrales del alto alemán, existen ciertas diferencias entre las variedades autóctonas austríacas tradicionales, y el alemán estándar. El aumento de la escolarización y la influencia de la lengua estándar alemana, que desde el siglo XVIII conllevó un mayor prestigio social, que las variedades regionales, desplazaron notablemente el uso de las variedades bávaras. Generalmente la mayor parte de la gente en su vida cotidiana, usa un continuum de formas que van desde formas idénticas a las del alemán estándar a formas más cercanas a las variedades bávaras autóctonas. La falta de educación formal, el menor prestigio de las hablas autóctonas, la inmigración de personas de habla alemana hacia regiones donde no se habla su variedad regional y el intento de usar formas estandarizadas más reconocibles por hablantes de diferentes variedades son factores que han empujado al arrinconamiento y decadencia de las variedades regionales de alemán.

## Forma especial en el lenguaje escrito

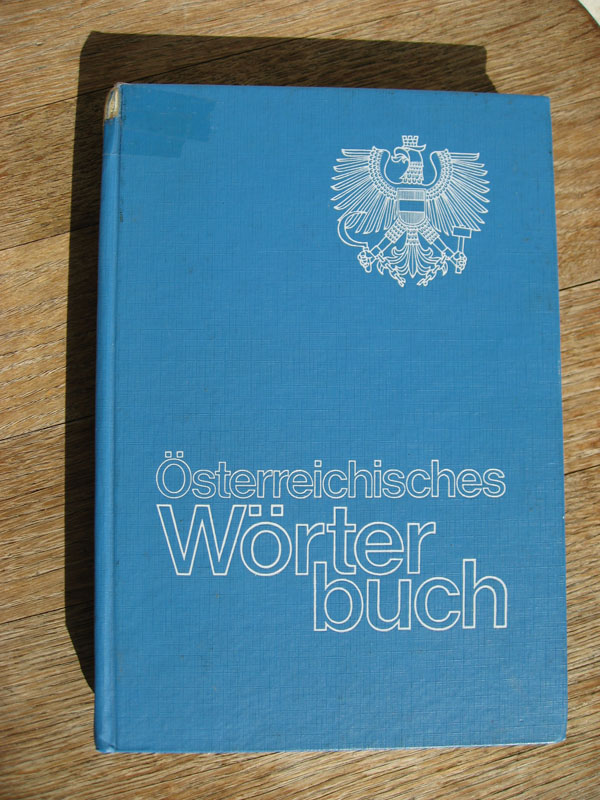
Österreichisches Wörterbuch, la trigésima sexta edición de 1985.

Por muchos años, Austria tuvo una forma especial para el lenguaje de los documentos oficiales del gobierno. Esta forma es conocida como: "Österreichische Kanzleisprache" o "Lenguaje de la cancillería austriaca" en español. Siendo una forma muy tradicional del idioma, probablemente derivados de documentos de la Edad Media, teniendo una estructura y vocabulario complicados que era generalmente sólo reservado para este tipo de documentos. Para la mayoría de hablantes (incluso nativos), esta forma del idioma es en general difícil de comprender, conteniendo muchos términos especializados para asuntos diplomáticos, internos, oficiales y militares. No hay variaciones regionales de este lenguaje, debido a que esta forma de escritura especial era principalmente usada por el gobierno que ha tenido por siglos su sede en Viena. El "Österreichische Kanzleisprache" esta ahora en desuso, gracias a varias reformas administrativas que han llevado a que en la actualidad haya menos sirvientes públicos de la clase tradicional, el "Beamter". Como resultado, el alemán estándar esta reemplazándolo en textos gubernamentales y administrativos.

### Unión Europea
Cuando Austria se convirtió en un miembro de la UE, la variedad austríaca del idioma alemán - limitado a 23 términos de agricultura - fue "protegido" en el Protocolo No 10, con respecto al uso de términos específicos austriacos de la lengua alemana en el marco de la Unión Europea, que forma parte del tratado de incorporación de Austria a la Unión Europea. El alemán austriaco es la única variedad de un idioma pluricéntrico reconocido bajo una ley internacional. Todos los hechos relacionados con "el Protocolo no. 10 "están documentados en: Markhardt, Heidemarie:" Das Österreichische Deutsch im Rahmen der de la UE ", Peter Lang, 2005.

## Gramática

### Verbos
En Austria, así como en la Suiza alemana y el sur de Alemania, los verbos que expresan un estado de tendencia a usar 'sein como un verbo auxiliar en el perfecto, así como en verbos que implican movimiento. Verbos que tienen esta categoría incluyen sitzen (sentarse), liegen (estar acostado) y, en partes de Carintia, schlafen (dormir). Por lo tanto el perfecto de estos verbos serían: ich bin gesessen, ich bin gelegen y ich bin geschlafen respectivamente. En la variante del alemán que es hablada en Alemania, las palabras stehen (estar de pie) y gestehen (confesar) son idénticas en el presente perfecto: habe gestanden. La variante austriaca evita esta potencia ambigüedad (bin gestanden para stehen, habe gestanden para gestehen).
Además, el pretérito (pasado simple) es raramente usado en Austria, especialmente en el idioma hablado, excepto para algunos verbos modales (ich sollte, ich wollte).

## Ejemplos de diferencias

### Generalidades
Ejemplos de léxico general:

| Español                                         | Alemán de Austria | Alemán estándar         |
| ----------------------------------------------- | ----------------- | ----------------------- |
| Enero                                           | Jänner            | Januar                  |
| Febrero                                         | Feber             | Februar                 |
| Este año                                        | Heuer             | Dieses Jahr             |
| Consultorio médico                              | Ordination        | Praxis                  |
| Informe médico                                  | Parere            | Medizinisches Gutachten |
| Armario                                         | Kasten            | Schrank                 |
| Silla                                           | Sessel            | Stuhl                   |
| Silla sin apoyabrazos, solo tapizado el asiento | Sessel            | Stuhl                   |
| Sillón                                          | Fauteuil          | Sessel                  |
| Escaleras                                       | Stiege            | Treppe                  |
| Chimenea                                        | Rauchfang         | Schornstein             |
| Vestíbulo                                       | Vorzimmer         | Diele                   |
| Buenos días                                     | Grüß Gott         | Guten Tag               |

### Términos culinarios
Ejemplos de términos culinarios:
| Castellano          | Alemán de Austria | Alemán estándar |
| ------------------- | ----------------- | --------------- |
| Patatas             | Erdäpfel          | Kartoffeln      |
| Nata montada        | Schlagobers       | Schlagsahne     |
| Carne picada        | Faschiertes       | Hackfleisch     |
| Judías              | Fisolen           | Gartenbohne     |
| Coliflor            | Karfiol           | Blumenkohl      |
| Coles de Bruselas   | Kohlsprossen      | Rosenkohl       |
| Albaricoques        | Marillen          | Aprikosen       |
| Tomates             | Paradeiser        | Tomaten         |
| Tortita (crêpe)     | Palatschinken     | Pfannkuchen     |
| Especie de requesón | Topfen            | Quark           |
| Rábano picante      | Kren              | Meerrettich     |

### Términos económicos y jurídicos
Ejemplos de términos económicos y judiciales:
| Español                                              | Alemán de Austria | Alemán estándar       |
| ---------------------------------------------------- | ----------------- | --------------------- |
| Número de protocolo                                  | Geschäftszahl     | Aktenzeichen          |
| Registro mercantil                                   | Firmenbuch        | Handelsregister       |
| Oficina                                              | Kanzlei           | Büro                  |
| Liquidación de nómina                                | Lohnzettel        | Gehaltsabrechnung     |
| Mayor de edad                                        | großjährig        | volljährig            |
| Solicitante                                          | Proponent         | Antragsteller         |
| Asistente de notario                                 | Notarsubstitut    | Notatassesor          |
| Fianza                                               | Drangeld          | Kaution               |
| Pasante de abogado                                   | Konzipient        | Rechtsanwaltsanwärter |
| Ciudad independiente (De otra entidad gubernamental) | Staturstadt       | Kreisfreie Stadt      |
| Distrito electoral                                   | Wahlsprengel      | Wahlbezirk            |
| Tribuna de primera instancia                         | Bezirksgericht    | Amtsgericht           |
| Expediente                                           | der Akt           | die Akte              |
| Daños en un edificio                                 | Baugebrechen      | Gebäudeschaden        |
| Interponer recurso                                   | beeinspruchen     | Einspruch einlegen    |
| Formulario                                           | Drucksorte        | Formular              |
| Alguacil                                             | Exekutor          | Gerichtsvollzieher    |
| Inmuebles                                            | Realitäten        | Inmobilien            |

## Dialectos
- El alemán estándar, también nombrado como "alto alemán" (En alemán: Standardsprache por los filólogos, pero en general Hochdeutsch) en Austria. La variante austriaca del alemán estándar tiene muchas palabras peculiares ("austrismos"), pero la estructura gramatical de la variedad es igual a la estándar del idioma alemán hablada en Alemania y otros países.

- Los dialectos (En alemán: Vorarlbergerisch), hablados en la parte más occidental del Vorarlberg son dialectos alémanicos de la misma familia que el alemán de Suiza.

- Todos los demás dialectos pertenecientes al idioma bávaro, y que estas distribuidos por casi toda Austria y que se aproximan a los dialectos hablados en la mayor parte de Baviera en Alemania y la región de Trentino-Alto Adigio en el norte de Italia.

Habitualmente, los últimos dialectos son considerados pertenecientes, o al subgrupo central o del sur de la lengua bávara , este último incluiría a las lenguas de Tirol, Carintia y Estiria y el primero incluyendo los dialectos de Viena, Alta y Baja Austria. El dialecto hablado en Vorarlberg es alemánico, similar a los dialectos de Suiza, y no bávaro, como los del resto de Austria.

## Inteligibilidad mutua y acentos regionales
Aunque fuertes formas de los diversos dialectos no son normalmente comprensibles para los alemanes del norte, no hay casi ningún obstáculo para los hablantes bávaros. Los dialectos centrales del idioma bávaro son más fáciles de comprender a los hablantes del alemán Estándar que los dialectos sureños.
Palabras simples en los diversos dialectos son similares, pero la pronunciación para cada una y es muy fácil para los austriacos después de intercambiar algunas palabras distinguir con que dialecto se están encontrando. Los hablantes de diferentes estados federados de Austria habitualmente pueden distinguirse uno del otro por su particular acento.
Algunos dialectos han recibido influencias por contacto con grupos de lenguas no germánicas, Como el dialecto de Carintia, el cual en el pasado muchos hablantes eran bilingües con el esloveno, y el dialecto de Viena, el cual está influido por la inmigración durante la época del Imperio austrohúngaro, proveniente de lo que hoy es República Checa.
Interesantemente, los límites geográficos entre los distintos acentos (isoglosas) coinciden en gran medida con los límites de los estados federados e incluso con los límites con Baviera, aunque el bávaro tiene remarcadamente un ritmo diferente de habla a pesar de la similitud de la lengua misma.

### Ejemplos de Schönbrunner Deutsch
- Tondokument 3. - Kaiser Karl I.
- Tondokument 2. - Kaiser Franz Joseph I.

### Diccionarios
- Wörterbuch Deutsch–Österreichisch
- Das Österreichische Volkswörterbuch